# Matt Kenseth
Statistiques en NASCAR Cup Series
Dernière mise à jour : 28 avril 2020 
Matt Kenseth est un pilote de NASCAR Cup Series américain né le 10 mars 1972 à Cambridge, Wisconsin.Il pilote la voiture no 42 de l'écurie Chip Ganassi Racing.

## Biographie
Il commence la course automobile à l'âge de 16 ans dans sa région natale, grâce à l'aide de son père. En 1996, Kenseth fait sa première course NASCAR en Busch Series (considérée comme la 2e division). En 1998, il remporte sa première course de la série Busch, au North Carolina speedway. Il tente également de se qualifier à Talladega, en Winston cup (catégorie reine de la Nascar), mais en vain puis remplace Bill Elliott.

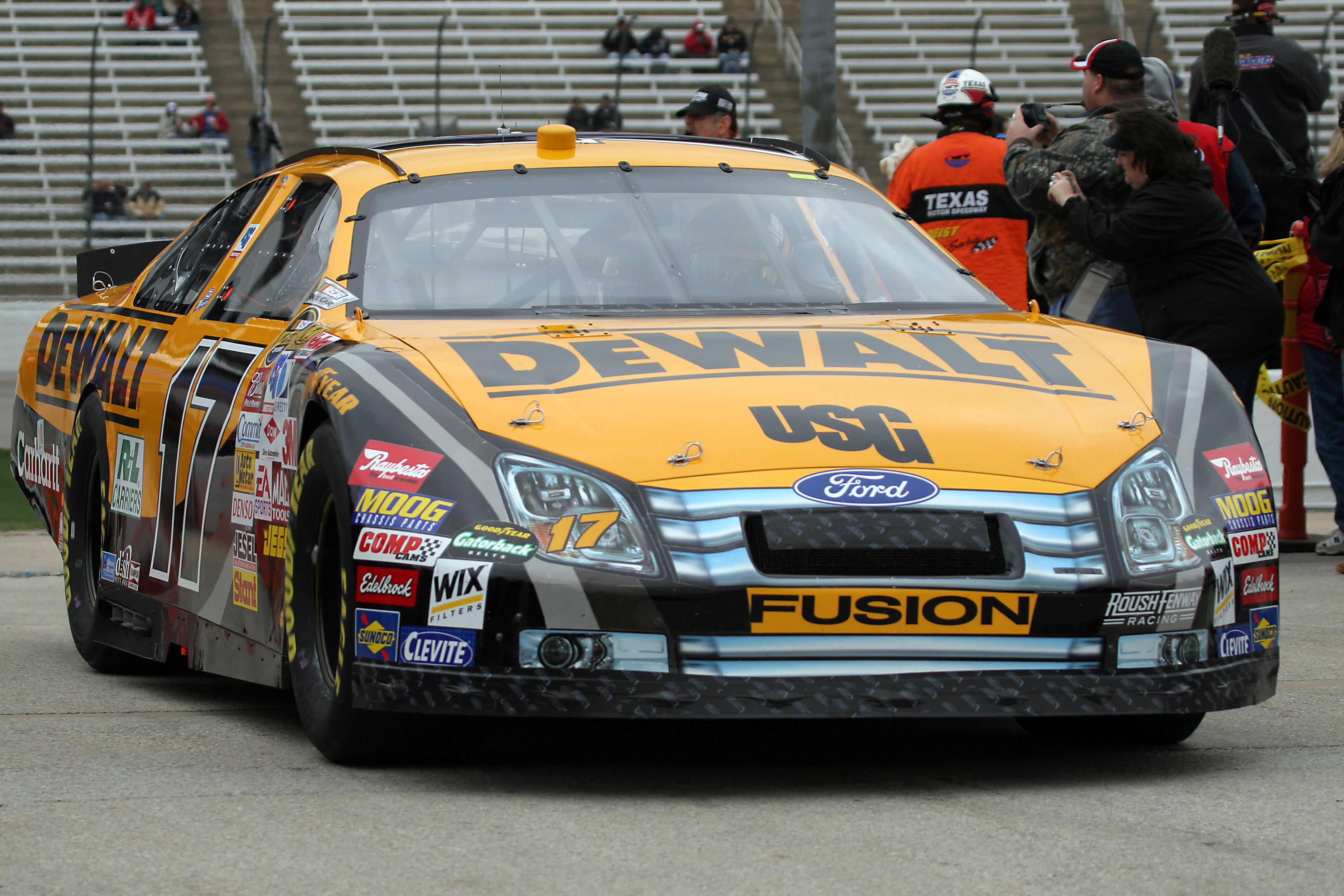
Matt Kenseth au Texas motor speedway en 2007

L'année suivante, Matt Kenseth faillit remporter le championnat Busch Series et participe à quelques courses de la Winston cup pour l'écurie Roush racing avec le numéro 17. Lors de la  saison 2000, il gagne le titre de recrue de l'année et également sa première victoire dans la 1re division NASCAR, la Winston cup, au Lowe's Motor Speedway en Caroline du nord. En 2002, il gagne 5 courses et devient le dernier champion de la Winston cup en 2003, qui est rebaptisée Nextel cup en 2004. Il remporta le Nextel all star challenge, au Lowes motor speedway, puis le championnat IROC la même année. En 2006, il finit deuxième au classement de Nextel cup derrière Jimmie Johnson.
Kenseth remporte par ailleurs le Daytona 500 à deux reprises en 2009 et 2012. La Roush Fenway Racing n'a pas renouvelé son contrat en 2013 et il pilote désormais la Toyota Camry no 20 au sein de la Joe Gibbs Racing en remplacement de Joey Logano.
Alors qu'il avait mis un terme à sa carrière deux années auparavant, il sort de sa retraite sportive le 27 avril 2020 et s'engage avec l'écurie Chip Ganassi Racing. Au volant de la voiture no 42, il remplace pour le restant de la saison 2020 le pilote Kyle Larson.